# Повзик жовтодзьобий
Повзик жовтодзьобий (Sitta solangiae) — вид горобцеподібних птахів родини повзикових (Sittidae).

## Поширення
Вид поширений в Південно-Східній Азії. Цей вид відомий з чотирьох роз'єднаних ареалів: гори Хоангльєншон на північному заході В'єтнаму, плато Далат на півдні В'єтнаму, плато Кон Тум у В'єтнамі та південному сході Лаосу, а також на острові Хайнань. Мешкає у тропічних і субтропічних вологих лісах.

## Підвиди
- S. s. solangiae (Delacour y Jabouille, 1930) — Північний В'єтнам;
- S. s. fortior Delacour y Greenway, 1939 — В'єтнам, Лаос;
- S. s. chienfengensis Cheng, Ting y Wang, 1964 — Хайнань.